# The Rookie - Nykomlingen
The Rookie - Nykomlingen (originaltitel: The Rookie) är en amerikansk actionfilm från 1990 i regi av Clint Eastwood. I huvudrollerna ses Eastwood och Charlie Sheen. David Ackerman är en rikemansson som väljer polisyrket framför finanskarriär. Fadern Eugene är inte helt nöjd med sonens yrkesval och Nick Pulovski får "ta hand om" nykomlingen .Filmen är känd för sin okonventionella våldtäktscen.

## Rollista
| Clint Eastwood   | – Nick Pulovski                      |
| Charlie Sheen    | – David Ackerman                     |
| Raul Julia       | – Strom                              |
| Sonia Braga      | – Liesl                              |
| Tom Skerritt     | – Eugene Ackerman, Pappa till David. |
| Lara Flynn Boyle | – Sarah                              |
| Pepe Serna       | – Lt. Raymond Garcia                 |
| Marco Rodríguez  | – Loco Martinez                      |
| Pete Randall     | – Cruz                               |
| Donna Mitchell   | – Laura Ackerman                     |
| Xander Berkeley  | – Ken Blackwell                      |
| Tony Plana       | – Morales                            |